# Єврейське кладовище (Варяж)
Єврейське кладовище у Варяжі — цвинтар єврейської громади, яка раніше жила у Варяжі. Невідомо точно, коли він був заснований. Цвинтар розташований на північному заході села в безпосередній близькості від християнського кладовища. Він був спустошений під час Другої світової війни. Поточний його стан невідомий.